# 国民政府驻山东特派员办事处旧址
国民政府驻山东特派员办事处旧址，也称国民政府山东省交涉公署，为西式别墅建筑，位于山东省济南市市中区经四路370号，其对面为经四路自立会礼拜堂。2006年被列为山东省第三批重点历史文物保护单位。2019年10月7日公布为第八批全国重点文物保护单位。

## 建筑
建筑坐南朝北，最初为洋楼和若干平房组成的院落，主体建筑地上两层，外加阁楼。主入口位于北侧，有一段短外廊。会客室、餐厅、厨房以及佣人用房位于底层，二楼为卧室和起居室、书房等，平房则作为勤务兵用房。

## 历史
1928年2月，日本政府为了维护其在中国东北和胶东半岛的利益而出兵山东。5月3日，日军在济南制造五三惨案，时任国民政府战地政务委员会委员兼外交处主任、特派山东交涉员的蔡公时及17位外交人员在这里被日军杀害。
该建筑后成为民居，每年5月3日前后会有一些自发的纪念活动。2009年，济南市人民政府进行城市环境整治，将其中住户迁出，并进行了建筑修复。济南市人民政府将该建筑辟为济南商埠文化博物馆（一楼）及蔡公时纪念馆（二楼），于2012年5月落成。